# Moises Cuevas
Moises Magpantay Cuevas  (* 25. November 1973 in Batangas City, Philippinen) ist ein philippinischer römisch-katholischer Geistlicher und Apostolischer Vikar von Calapan.

## Leben
Moises Cuevas studierte Philosophie am Seminar Pastor Bonus in Zamboanga City und Theologie am Regionalseminar in Davao City. Am 6. Dezember 2000 empfing er das Sakrament der Priesterweihe für das Erzbistum Zamboanga.
Nach der Priesterweihe war er zunächst Kaplan an der Kathedrale von Zamboanga und von 2003 bis 2009 Rektor des Sanktuariums Nostra Signora del Pilar. Während dieser Zeit war er außerdem Kanzler des Erzbistums und von 2005 bis 2007 Administrator des Seelsorgezentrums. Nach einer weiteren Pfarrstelle wurde er 2015 Dompfarrer an der Kathedrale. Seit 2017 leitete er zusätzlich die bischöfliche Kommission für die Priesterausbildung.
Papst Franziskus ernannte ihn am 19. März 2020 zum Weihbischof in Zamboanga und zum Titularbischof von Maraguia. Der Erzbischof von Zamboanga, Romulo Tolentino de la Cruz, spendete ihm am 24. August desselben Jahres in der Kathedrale von Zamboanga die Bischofsweihe. Mitkonsekratoren waren der Erzbischof von Ozamis, Martin Jumoad, und der Bischof von Ipil, Julius Sullan Tonel.
Vom 11. August 2021 bis zum 22. August 2023 war er während der Sedisvakanz Apostolischer Administrator des Erzbistums Zamboanga.
Am 29. Juni 2023 ernannte ihn Papst Franziskus zum Apostolischen Vikar von Calapan. Die Amtseinführung fand am 6. September desselben Jahres statt.